# التأثيرات الصحية لتقنية النانو
التأثيرات الصحية لتقنية النانو
التأثيرات الصحية لتقنية النانو (بالإنجليزية: health implications of nanotechnology)‏ هي التأثيرات التي تنتج عن استخدام المواد والأجهزة النانوية وتأثيرها على صحة الإنسان. لكون حقل تقنية النانو حقل ناشئ وجديد، فهناك نقاش كبير بشأن ما لتقنية النانو من مدى تأثير هل ستفيد أو تشكل مخاطر على صحة الإنسان. تقنية النانو وآثارها على الصحة ويمكن تقسيمها إلى قسمين: أولا إمكانية تقنية النانو إلى أن تكون لها تطبيقات طبية لعلاج المرض بواسطة ابتكارات معينة ممكن ان تستخدم لهذا الغرض، وثانيا المخاطر الصحية المحتملة الناجمة عن التعرض للمواد النانوية.

## علم السموم النانوي
المقال الرئيسي: علم السموم النانوي
يقصد بالحجم متناهي الصغر للمواد النانوية بأنها أكثر قدرة على القابلية للامتصاص داخل الجسم البشري عن الجزيئات كبيرة الحجم. وتمثل قضية كيفية التعامل مع تلك الجزيئات النانوية داخل الجسم البشري إحدى تلك القضايا التي تتطلب التوصل لحلٍ لها. ويتمثل سلوك الجزيئات النانوية في وظيفة حجمها وشكلها وتفاعلها السطحي مع النسيج المحيط بها. حيث قد يكون لها حملاً زائداً على البلاعم أو الخلايا البالعة وهي تلك الخلايا التي لديها القدرة على ابتلاع وتدمير الأجسام الغريبة، ومن ثم تثير ردود فعل مجهدةٍ والتي يسفر عنها التهاباً وتضعف من مقاومة الجسم ضد مسببات الأمراض الأخرى. هذا بالإضافة إلى أن ملمحاً آخراً مما قد يحدث في حالة تجمع الجزيئات النانوية الغير قابلة للتحلل أو تلك التي تتحلل بطءٍ داخل الأعضاء البشرية يتمثل في إثارة مخاوفٍ أخرى مرتبطةٍ بقدرتها على التفاعل مع العمليات الحيوية داخل الجسم: حيث أنه بسبب مساحة سطحها الضخمة، ففي حالة تعرض سطح الأنسجة والسوائل للجزيئات النانوية، سيتم امتصاص تلك الأسطح لبعضاً من جزيئاتها الدقيقة والتي تحتويها الجزيئات النانوية في التو واللحظة. وقد يؤثر ذلك وبشكلٍ لحظيٍ على الآليات التنظيمية للإنزيمات والبروتينات الأخرى.
و تتضمن بعضاً من الخصائص الأخرى للمواد النانوية المؤثرة على علم السموم في: التركيب الكيميائي، الشكل، البنية السطحية، التغير السطحي، التجمع والذوبان، وكذلك الحضور والغياب للمجموعات الوظيفية الخاصة بالمواد الكيميائية الأخرى. ويقصد من العدد الكبير للمتغيرات المؤثرة على علم السموم أنه من الصعب تعميم المخاطر الصحية المصاحبة للتعرض للمواد النانوية – حيث يجب تقييم كل مادة نانوية جديدة بصورةٍ فرديةٍ بالإضافة إلى أنه يجب أن يوضع في الاعتبار الخصائص النانوية جميعها.

### كاليفورنيا
أعلن قسم ضبط المواد السامة ب وكالة حماية البيئة بكاليفورنيا في أكتوبر 2008 عن نيته لطلب معلوماتٍ حول طرق الاختبارات التحليلية، وقضيتي المصير ووسائل النقل بالبيئة، هذا بالإضافة إلى معلوماتٍ أخرى من المصانع حول أنابيب الكربون النانوية. ويمارس قسم ضبط المواد السامة سلطته بموجب قانون الصحة والسلامة بولاية كاليفورنيا، الفصل 699، البنود من 57018- إلى 57020، والتي تم إضافتها كنتيجةٍ لدمج [جمعية بيل أ ب 289 (2006)]. وقد هدفت تلك البنود إلى توفير المعلومات حول المصير ووسائل النقل بالإضافة إلى الكشف والتحليل وكذلك المعلومات المرنبطة بالمواد الكيميائية المتاحة بصورةٍ كبيرةٍ. وقد أسند القانون مسؤولية توفير تلك المعلومات على عاتق القسم ليفرضها على كلٍ من يصنع أو يستورد تلك المواد الكيميائية المختلفة.
و في 22 يناير 2009، تم إرسال خطاب طلب معلوماتٍ رسميٍ ل أصحاب المصانع التي تستورد أنابيب الكربون النانوية بكاليفورنيا، أو هؤلاء الذين قد يصدرون أنابيب الكربون النانوية إلى داخل الولاية. وقد شكل هذا الخطاب أول ممارسةٍ رسميةٍ للسلطات الموجودة بالولاية وفقاً لقانون أيه بي 289 وقد تم توجيهه لأصحاب مصانع أنابيب الكربون النانوية، بالإضافة إلى الهيئات الصناعية والأكاديمية بالولاية، وكذلك تم توجيه الخطاب لأصحاب المصانع من خارج الولاية والذين يستوردون أنابيب الكربون النانوية إللى كاليفورنيا. وجيب الرد على طلب المعلومات ذلك من قبل أصحاب المصانع في غضون عامٍ من إرسال الخطاب. ومن ثم فوكالة حماية البيئة بكاليفورنيا في حالة انتظار حتى 22 من يناير 2010 القادم كحدٍ أقصى لاستلام الردود على خطابات طلب تلك المعلومات.
و قد استضافت شبكة صناعات النانو بكاليفورنيا ووكالة حماية البيئة بكاليفورنيا ندوةً أقيمت في 16 من نوفمبر 2009 والتي استغرقت يوماً كاملاً بساكرامينتو بكاليفورنيا. وقد وفرت الندوة الفرصة للاستماع لخبراء الصناعة في مجال تقانة النانو بالإضافة إلى مناقشة الاعتبارات التنظيمية المستقبلية بكاليفورنيا.
و تقوم وكالة حماية البيئة بكاليفورنيا بمد وتوسيع طلب المعلومات الكيميائية الخاصة للأعضاء العاملين في مجال أكاسيد المعادن النانوية. وقد تم تشجيع الأفراد المهتمين بالقضية على زيارة موقعهم من أجل آخر التحديثات على: https://web.archive.org/web/20100101100532/http://www.dtsc.ca.gov/TechnologyDevelopment/Nanotechnology/index.cfm.

## الطب النانوي
المقال الرئيسي: الطب النانوي
يُعبِّر مصطلح الطب النانوي عن تلك التطبيقات الطبية لتقانة النانو. وتتنوع أساليب طب النانو من الاستخدام الطبي للمواد النانوية إلى أجهزة الاستشعار الحيوية للإلكترونيات النانوية وكذلك التطبيقات المستقبلية لتقنية النانو الجزيئية. وتتضمن مشكلات الطب النانوي الحالية عملية فهم القضايا المرتبطة بعلم السموم والتأثيرات البيئية للمواد النانوية.
و يتم تمويل أبحاث تقانة النانو بصورةٍ مباشرةٍ، حيث قام معاهد الصحة القومية الأمريكية عام 2005 بتمويل خطة خمسية لإنشاء أ{بعة مراكز للطب النانوب. وفي أبريل 2006، قدرت مجلة نيتشر ماتيريالز أو مواد الطبيعة أن نحو 130 صنف دوائي ونظام علاجي معتمدين جميعاً على تقانة النانو تم تطويرها عالمياً.
و يهدف الطب النانوي إلى التوصل إلى مجموعةٍ فيِّمةٍ من الأدوات البحثية بالإضافة إلى الأجهزة المفيدة في العيادات العلاجية في المستقبل القريب. وتتوقع مبادرة التقانة النانوية القومية أن يتم التوصل إلى تطبيقاتٍ تجاريةٍ جديدةٍ في مجال توصيل الدواء والتي قد تشتمل على أنظمةٍ متقدمةٍ لتوصيل الدواء، بالإضافة إلى علاجاتٍ جديدةٍ وكذلك تصوير إن فيفو. كما أن واجهات التفاعل العصبية الإلكترونية والمحسات الأخرى المرتبطة بالإلكترونيات النانوية تمثل هدفاً نشيطاً آخر للبحث في ذلك المجال. ويؤمن المجال التنبؤي لتقنية النانو الجزيئية أن آلات إصلاح الخلية قد يكون لها القدرة على إحداث ثورةٍ في مجال الطب والأدوية كذلك.
و من ثم يعد الطب النانوي صناعةً واسعة المجال، حيث وصلت مبيعات الطب النانوي نحو 6.8 مليار دولار أمريكي عام 2004. ومع إنشاء 200 شركة وتوفر 38 منتج عالمي، يتم استثمار نحو 3.8 مليار دولار أمريكي سنوياً كحدٍ أدنى في مجال ب &ت تقانة النانو. وباستمرار نمو صناعة الطب النانوي، فمن المتوقع أن يكون لها عظيم الأثر على الاقتصاد في المستقبل.

## اقرأ أيضاً
- تقانة النانو
- تأثيرات تقانة النانو
- قائمة تطبيقات تقانة النانو

## وصلات خارجية
- هل تقانة النانو قنبلة موقوتة صحية؟ (عالِم جديد)